# Синявский, Борис Васильевич
Бори́с Васи́льевич Синя́вский (род. 9 сентября 1946) — русский журналист и публицист.

## Биография
В 1965 году окончил школу № 44 в городе Фрунзе, в 1971 — Казахский химико-технологический институт.
С 1979 года — редактор молодёжной газеты Кемеровской области «Комсомолец Кузбасса». Позже работал в областной газете «Кузбасс». С 1995 года — собственный корреспондент газеты «Известия» по Кемеровской, Томской и Новосибирской областям. С 1997 года был обозревателем «Известий». С 1999 года и вплоть до продажи газеты другому собственнику — обозреватель «Общей газеты».
Значительная часть публицистических работ Синявского посвящена шахтерским забастовкам, начало которым было положено в Кузбассе в 1989 году.
Публицистические статьи Синявского на эту тему попали на страницы газеты «Комсомольская правда», журналов «Трибуна», «Сибирские огни». Позже он бывал в центре шахтерских стачек —- в Кузбассе, в Воркуте, Инте. Зимой 1998 года он был «на рельсах» вместе с бастующими шахтерами Заполярья. Позже писал репортажи из шахтерского лагеря забастовщиков в Москве, у «Горбатого моста».
Писал о проблемах международного усыновления в России. Для сбора материалом на эту тему объездил несколько десятков регионов страны, бывал в приёмных семьях США, Италии, Франции.
Вторую «чеченскую войну», как и первую, встретил критически. Ездил в командировки в Чечню.
Синявский — автор идеи, редактор-составитель и автор ежеквартального публицистического альманаха «Провинция» Кемеровского книжного издательства, в котором много внимания уделялось истории толстовских коммун в Сибири. В этом альманахе были опубликованы тексты, написанные толстовцами, членами коммуны «Жизнь и труд», которая — до сталинских репрессий — существовала в деревне Тальжино под Новокузнецком. В том числе и беседы-воспоминания с одним из наиболее видных толстовцев России Борисом Васильевичем Мазурином.
Опубликовал несколько рассказов и повестей в альманахе «Огни Кузбасса». Автор книги прозы.
Профессионально занимается фотографией. Основная тема —- городской пейзаж и жизнь города. Фотографии Синявского публикуются в различных журналах.

## Цитата
Прав Борис Синявский, который пишет («Известия» 1996): «В России сегодня асоциальные группы перешли — по своей численности — допустимый предел, и количество их растет ежедневно. Россия люмпенизируется масштабно и стремительно. На дно опускаются миллионы с тем, чтобы никогда уже не подняться. Разросшиеся до невообразимости асоциальные слои порождают асоциальную мораль и тиражируют её не только в своей среде, но в обществе в целом».

Розалина Рывкина. Журнал «Pro et Contra». Московский центр Карнеги

## Сочинения
- «Ни уйти, ни остаться». Кемеровское книжное издательство, 1988.
- Альманах «Провинция».